# 22:a världsjamboreen

## Vägen till Jamboreen
De första funderingarna på en Världsscoutjamboree i Sverige väcktes på World Scout Moot 1996 på Ransberg. Processen tog fart under den nationella Jamboreen 2001 och 2002 bildades en förstudiegrupp. Beslut om var 2011 års Världscoutjamboree (WSJ 2011) skulle hållas togs på Världsscoutkonferensen i Tunisien 2005. Inför detta bedrevs en kampanj med besök på alla sex regionala scoutkonferenser och på andra viktiga samlingar. Parallellt med detta fortsatte förstudien och Svenska Scoutrådet beslutade sig för att göra en nationell jamboree 2007 (Jiingijamborii) som om man fick WSJ 2011 också skulle fungera som förläger för WSJ 2011.

## Lägerplatsen
Jamboreen hölls på Rinkaby skjutfält i Kristianstads Kommun. År 2001 hölls Scout 2001, en nationell svensk jamboree på platsen, med 26 500 deltagare. Ytterligare en nationell jamboree, Jiingijamborii, hölls mellan 14 och 22 juli 2007, med 19 000 deltagare och 1500 besökare.
Lägerplatsen ligger nära kusten på sandig mark omgärdad av tallskog. Den sandiga jorden hjälper regnvatten att rinna undan och därför fanns ingen risk för översvämningar på lägerområdet. Lägerplatsen var cirka 1,5 gånger 1,5 kilometer. Små skogspartier delade av lägerplatsen i mindre fält. Det fanns redan ett omfattande vatten- och elsystem på området, dimensionerat med världsscoutjamboreen. På fältets södra kant, där den stora scenen var placerad, skapar sluttningar en naturlig amfiteater.

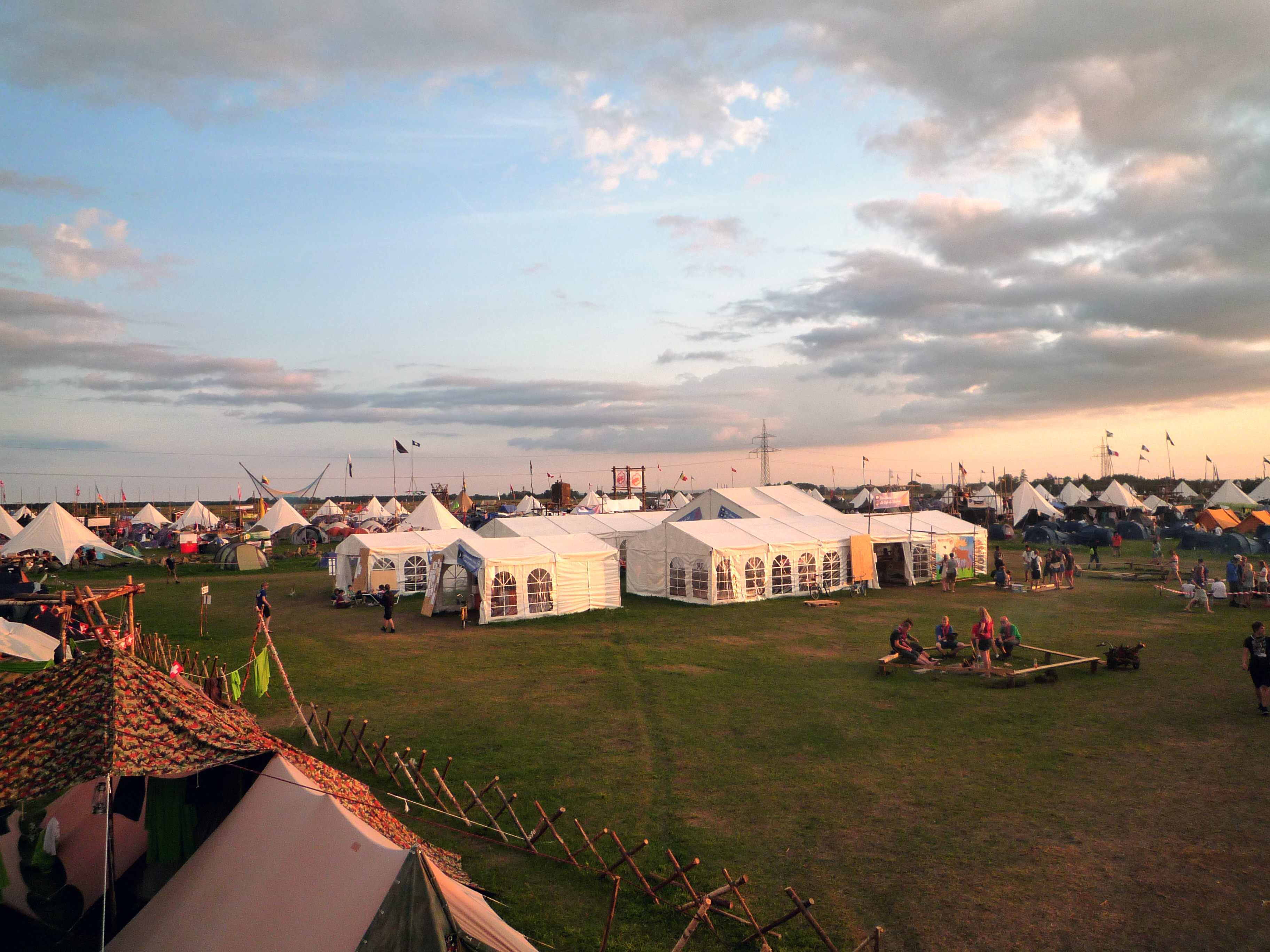
Bild över ett subcamp center

## Aktiviteter

### Modulaktiviteter
Under lägret deltog scouterna i fem modulaktiviteter; Quest, Dream, Earth, GDV (Global Development Village) och People.

#### Dream
Aktiviteten Dream ägde rum på natten då deltagarna följde ett spår av lyktor vartefter de färdades från döden till födelsen. Längs vägen gick man genom livets olika stadier och deltog i aktiviteter med anknytning till åldern man befann sig i.

#### Quest
Quest var uppdelat i olika tidsåldrar med deltagarna som tidsresenärer som i varje tidsålder deltog i olika aktiviteter, ofta med anknytning till tiden de skulle befinna sig i. De olika delarna var Medieval som bestod av samarbetsövningar, Cave där deltagarna vandrade genom en labyrint där de löste uppgifter, Conquest med en utmanande hinderbana och Viking med aktiviteter som hammarkastning. Quest hade även en egen scen med dans och musikunderhållning.

#### Earth
Earth hade fokus på vår planet och dess naturkrafter. Deltagarna fick bygga egna vindsnurror för att ta vara på vindens energi, rena vatten och experimentellt undersöka vattnets eroderande kraft samt prata om en naturkatastrof som inträffat i deras hemland och hur liknande händelser skulle kunna förhindras eller förebyggas.

#### GDV, Global Development Village
GDV, Global Development Village, hade fokus på världen och viktiga frågor för det globala samhället. Det fanns sex parallella teman för deltagarna att välja mellan och de hade möjlighet att delta i två av dessa teman. Temana som byggde upp GDV var Peace, Health, Human Rights, Entrepreneurship, Environment & Sustainability samt Information & Communication Technology.

#### People
People handlande om människor och kultur, den enskilde deltagaren och kulturen som han eller hon kom ifrån. Aktiviteten var uppbyggd som en stad med olika stadsdelar som deltagarna besökte för att delta i olika aktiviteter med anknytning till stadsdelarnas fokus.

## Spontanaktiviteter
Utöver schemalagda aktiviteter såsom modulaktiviteterna hade lägerdeltagarna även möjlighet att gå på ett stort utbud av spontanaktiviteter. Spontanaktiviteter fanns utspridda över hela området, men var ofta förlagda till Subcamp Centres, Town Centres eller Four Seasons Square.

## Scenshower

### Invigning
Invigningen var den 27 juli och innehöll en sektion med svensk geografi och historia. Lägersången "Changing the world" framfördes av Daniel Lemma John Söderdahl, Anni Söderdahl och Pär Klang, och en flaggparad genomfördes med flaggor från alla deltagande länder. Storbritannien som var värdar för den föregående Jamboreen överlämnade Jamboreeflaggan och deras chefsscout Bear Grylls repellerade sig ner från taket och höll ett tal.

### Avslutning
Avslutningen var den 6 augusti och innehöll musik av Europe som bland annat spelade "The Final Countdown". Vidare uppträdde den belgiska sångerskan Kate Ryan och Skånska Sanna Nielsen. 
Kung Carl XVI Gustaf höll avslutningstalet. Halvvägs in i showen utbröt ett magnifikt oväder med regn och åska.

## Subcamps och Towns
Varje stad bestod av sex subcamps som hade 2000 deltagare var. Subcampsen var döpta efter svenska landskap, städer, floder och andra geografiska platser. 
| - Summer - Finnerödja - Karlstad - Smögen - Stockholm - Vimmerby - Visby | - Winter - Jukkasjärvi - Kiruna - Mora - Polcirkeln - Åre - Örnsköldsvik | - Autumn - Bohuslän - Hunneberg - Kivik - Klarälven - Sarek - Svedala |